# Дёмин, Павел Семёнович
Павел Семёнович Дёмин (6 ноября 1925 — 18 декабря 2008) — советский легкоатлет и тренер, бегун на средние дистанции. Выступал на всесоюзном уровне в конце 1940-х — начале 1950-х годов, призёр первенств всесоюзного значения. Мастер спорта СССР. Заслуженный тренер РСФСР.

## Биография
Павел Дёмин родился 6 ноября 1925 года.
Занимался лёгкой атлетикой в Москве, выступал за всесоюзное физкультурно-спортивное общество «Динамо».
Впервые заявил о себе на всесоюзном уровне в сезоне 1949 года, когда на чемпионате СССР в Москве стал бронзовым призёром в беге на 800 метров.
В 1952 году на чемпионате СССР в Ленинграде с динамовской командой выиграл бронзовую медаль в эстафете 4 × 400 метров.
На чемпионате СССР 1953 года в Москве с московской командой получил серебро в эстафете 4 × 400 метров.
После завершения спортивной карьеры проявил себя на тренерском поприще, в течение многих лет работал тренером в московском городском совете «Динамо». Подготовил ряд спортсменов высокого класса, в том числе среди его воспитанников:
- Иванов, Иван Леонидович — чемпион Европы в помещении, чемпион СССР, мастер спорта международного класса[1].
- Матвеев, Василий Михайлович — победитель и призёр чемпионатов СССР, мастер спорта.

За выдающиеся достижения на тренерском поприще удостоен почётного звания «Заслуженный тренер РСФСР».
Умер 18 декабря 2008 года в возрасте 83 лет. Похоронен на Перепечинском кладбище.